# Potosí (pel·lícula)
Potosí és una pel·lícula mexicana dirigida per Alfredo Castruita, escrita per José Lomas-Hervert i protagonitzada per Arcelia Ramírez, Gustavo Sánchez Parra, Aldo Verástegui, Sonia Couoh, Mario Zaragoza i Gerardo Taracena.
Potosí fou estrenada al Festival Internacional de Cinema de Guanajuato GIFF 2013 on va rebre el premi com a Millor òpera prima mexicana. Gerardo Taracena (El Violín i Salvando al soldado Pérez) i Sonia Souoh (Días de gracia i Norteado) van ser nominats al premi Ariel en les categories de coactuació.

## Sinopsi
Un accident en una carretera desèrtica és el punt d'enllaç de tres històries. Un pastor de cabres que no s'ha atrevit a descarregar la seva arma en 40 anys, una esposa i mare de família que sofreix violència intrafamiliar i la vida humil d'un pagès que dia a dia intenta protegir la seva família de la violència que assota al seu país.

## Gravació
La pel·lícula fou filmada a San Luis Potosí i Cerro de San Pedro, Estat de San Luis Potosí basada en històries reals de persones que van relatar les seves experiències i històries que el propi director va escoltar.

## Repartiment
- Arcelia Ramírez com Estela.
- Aldo Verástegui com Ponce.
- Gustavo Sánchez Parra com Carlos.
- Margarito Sánchez com Rogelio.
- Gerardo Taracena com Javier.[3]
- Sonia Couoh com Verónica.[3]
- Francisco Barreiro com Santo.
- Mario Zaragoza com Luis.
- José Sefami com Tapón.
- Harold Torres com Jonás.
- Fernando Becerril com Don Quintero.
- José Pablo Minor com David.
- Luisa Huertas com Rafaela.
- Melissa Alvarado Ramos com Sofía.

## Nominacions i premis
A més del festival de Guanajuato, va participar al Festival Internacional de Cinema d'Hermosillo de 2014, on va rebre els premis al millor guió i a la millor actriu (Arcelia Ramírez). També va formar part de la selecció oficial a la XX Mostra de Cinema Llatinoamericà de Catalunya i en la LVI edició dels Premis Ariel fou nominada a millor actriu, millor coactuació masculina i millor coactuació femenina.